# Germanos Zahorski
Germanos Zahorski (polnisch Herman Zahorski, weltlicher Name Grigori Zahorski oder Grigori Sagorski; * unbekannt, † 1600 oder 1601, Polen-Litauen) war orthodoxer Erzbischof von Połock (1595–1596) und unierter Erzbischof von Połock (1596–1600/1601).
Am 5. Mai 1595 wurde Grigori als Anwärter auf den Bischofssitz in Połock (heute Polazk in Belarus) erwähnt. Am 22. September 1595 wurde er von König Sigismund III. zum Erzbischof von Połock ernannt. Am 8. Juni 1596 unterschrieb er die Union von Brest und trat mit der Eparchie Połock zur neuen unierten Kirche über. Dort blieb er Erzbischof bis zu seinem Tod Ende 1600 oder Anfang 1601.